# ريسبوند
ريسبوند(Respond.io) هي شركة خاصة لتطوير البرمجيات تقدم منصة مدعومة بالذكاء الاصطناعي لإدارة محادثات العملاء، مصممة للمراسلة متعددة القنوات والمكالمات. تمكّن الشركات من جمع العملاء المحتملين، وأتمتة المحادثات، وزيادة المبيعات عبر قنوات مثل واتساب، إنستغرام، فيسبوك ماسنجر، تيك توك، البريد الإلكتروني، الدردشة على الويب وغيرها. يقع مقر الشركة الرئيسي في كوالالمبور، ماليزيا.

## التاريخ
تأسست respond.io في عام 2017 في هونغ كونغ على يد جيراردو سالاندرا، حسن أحمد وياروسلاف كودريتسكي تحت اسم Rocketbots، بهدف إدارة اتصالات العملاء عبر منصات الرسائل المختلفة.
بدأ الفريق بتطوير روبوتات دردشة للمؤسسات، ثم انتقلوا إلى بناء منصة SaaS تمكّن الشركات من ربط تطبيقات المراسلة عبر واجهات برمجة التطبيقات (APIs).
في عام 2018، وبوجود نموذج أولي عامل، جمعت الشركة تمويلاً تأسيسياً بقيادة مجموعة المستثمرين الملائكيينGlobal Technology Alliance.
وفي عام 2019، نقلت الشركة مقرها من هونغ كونغ إلى كوالالمبور، ماليزيا، حيث تواصل عملياتها حتى اليوم.
في أبريل 2020، غيّرت Rocketbots اسمها رسميًا إلى respond.io لتعكس رؤيتها الموسعة كحل شامل لإدارة محادثات العملاء.
في 20 سبتمبر 2022، حصلت الشركة على تمويل من الفئة A بقيمة 7 ملايين دولار أمريكي بقيادة شركة Headline Asia، وبمشاركة كل من AltaIR Capital وSmart Partnership Capital وSterling Oak Group وCalendula Ventures.
في عام 2023، حصلت respond.io على اعتماد كمزوّد رسمي لحلول واتساب للأعمال (WhatsApp Business Solution Provider)، مما منحها وصولاً مبكراً إلى ميزات متقدمة من خلال WhatsApp API وتقاربًا أوثق مع منظومة Meta.
وفي عام 2024، أصبحت واحدة من أوائل الشركاء التسويقيين لـ TikTok الذين قدموا تكاملًا مع إعلانات TikTok Messaging.
بحلول منتصف عام 2025، كانت المنصة تخدم أكثر من 10,000 شركة في أكثر من 80 دولة، وتعالج مئات الملايين من الرسائل شهريًا.

## البرمجيات والخدمات
تمكّن respond.io الشركات من إدارة محادثات التسويق والمبيعات والدعم عبر جميع قنوات المراسلة الشائعة والمكالمات الصوتية عبر الإنترنت (VoIP) من خلال صندوق وارد موحد. تشمل المنصة أدوات مخصصة لجذب العملاء وتوليد العملاء المحتملين وإدارة العمليات البيعية، مدعومة بالأتمتة والذكاء الاصطناعي.

### القنوات المدعومة
تتيح respond.io للشركات الاتصال بقنوات متعددة مثل:
واتساب، فيسبوك ماسنجر، إنستغرام، تيك توك، تيليغرام، لاين، وي تشات، فايبر، دردشة الويب، البريد الإلكتروني، القنوات المخصصة، والمكالمات الصوتية عبر الإنترنت.

### مزوّد حلول واتساب للأعمال
في عام 2023، تم اختيار respond.io ضمن 150 شركة عالمية كمزوّد رسمي لحلول واتساب للأعمال.
مكّنها ذلك من توفير الوصول إلى WhatsApp API لعملائها، وربط المنصة بإعلانات "النقر للدردشة" الخاصة بـ Meta.
وفي عام 2025، كانت من أوائل مقدمي الحلول الذين حصلوا على وصول مبكر إلى واجهة مكالمات واتساب للأعمال (Business Calling API). كما أنها من القلائل الذين يدعمون ميزة "التعايش مع تطبيق واتساب للأعمال" (WhatsApp Coexistence)، والتي تتيح للمستخدمين الاحتفاظ بحساب واتساب للأعمال الحالي مع الربط في الوقت ذاته بـ API.

### شريك تسويق عبر تيك توك
أصبحت respond.io شريك تسويق رسمي لـ TikTok في عام 2024، وكانت من أوائل الشركات التي تكاملت مع إعلانات تيك توك للمراسلة ورسائل الأعمال عبر تيك توك.

### تكامل مع أنظمة إدارة علاقات العملاء (CRM)
تحتوي المنصة على تكاملات أصلية مع HubSpot وSalesforce، ويمكنها التكامل مع أنظمة CRM أخرى أو تطبيقات خارجية باستخدام واجهات API، أو عبر أدوات مثل Zapier وMake.

### وكلاء الذكاء الاصطناعي (AI Agents)
في عام 2023، قدمت الشركة منتجها الجديد Respond AI، الذي يعتمد على الذكاء الاصطناعي التوليدي (Generative AI) ونماذج اللغة الكبيرة (LLMs) لإنشاء روبوتات دردشة ذكية تتعلّم من مستندات الشركة والمواقع الإلكترونية.
تم الكشف عن التقنية لأول مرة في معرض GITEX Global في دبي.

## الجوائز والتكريم
حصلت respond.io على جوائز عالمية نظير ابتكاراتها في مجال المراسلة متعددة القنوات المدعومة بالذكاء الاصطناعي. من أبرز التكريمات:
- إدراج مؤسسها جيراردو سالاندرا في قائمة Forbes 30 Under 30 Asia لمساهمته في النمو الاقتصادي القائم على الذكاء الاصطناعي عبر منصة Rocketbots.[2]
- ذُكرت في مجلة Fortune كشركة ناشئة اجتذبت استثمارًا كبيرًا في عام 2022.[12]
- جائزة SME 100 لأسرع الشركات نموًا لعام 2023.[13]
- الفوز بجائزة أفضل منصة تسويق مدفوعة بالذكاء الاصطناعي في ماليزيا، ضمن حفل Malaysia Digital Expo 2023.[11]

1. 1 2 3 4  Shu, Catherine (20 Sep 2022). "Malaysia-based Respond.io helps businesses juggle multiple messaging apps". TechCrunch (بالإنجليزية الأمريكية). Retrieved 2025-08-15.
2. 1 2 3  Kang, John. "30 Under 30 Asia 2020: The Startups Leveraging AI And Machine Learning To Transform Businesses". Forbes (بالإنجليزية). Retrieved 2025-08-15.
3. 1 2  "Founder Spotlight of Respond.io: Gerardo Salandra". Headline. اطلع عليه بتاريخ 2025-08-15.
4. ↑  "Portfolio – Global Technology Alliance" (بالإنجليزية الأمريكية). Retrieved 2025-08-15.
5. 1 2  زامل، شيماء (16 مايو 2023). "Respond.io تتعاون مع واتس آب لدعم نمو أعمال الشركات في مجلس التعاون الخليجي". سعودي شوبر. اطلع عليه بتاريخ 2025-08-20.
6. ↑  partners.tiktok.com https://partners.tiktok.com/partner-details/7499712128358907905/pc/en?rid=uepaclbl35q. اطلع عليه بتاريخ 2025-08-15. {{استشهاد ويب}}: الوسيط |title= غير موجود أو فارغ (مساعدة)
7. ↑  "Respond.io Scales Its Messaging Platform and Connects 10,000+ Companies with Customers on AWS  | Respond.io Case Study | AWS". Amazon Web Services, Inc. (بالإنجليزية الأمريكية). Archived from the original on 2024-12-08. Retrieved 2025-08-15.
8. 1 2  "Malaysia's respond.io achieves WhatsApp Business Solution Provider status; joins 150 global providers recognised by Meta". Digital News Asia (بالإنجليزية). 18 Jun 2023. Retrieved 2025-08-15.
9. ↑  smart-schools. "لدعم الشركات الصغير : respond.io تطلق خدمة الرسائل التجارية عبر تطبيق تيك توك لمساندة الشركات بالمنطقة على النمو". www.alamrakamy.com (بالإنجليزية). Retrieved 2025-08-20.
10. 1 2  respond.io (12 Oct 2023). "Respond.io to Showcase New AI-powered Solutions at GITEX Global 2023". Malay Mail (بالإنجليزية). Retrieved 2025-08-15.
11. 1 2  "Respond.io Clinches Malaysia's Leading AI Driven Omnichannel Marketing Award - Media OutReach Newswire". MySinchew 星洲网 Sin Chew Daily Malaysia Latest News and Headlines (بالصينية). 9 Nov 2023. Retrieved 2025-08-15.{{استشهاد ويب}}:  صيانة الاستشهاد: لغة غير مدعومة (link)
12. ↑  Brewster, Lucy. "Meet the VCs who are dominating health tech". Fortune (بالإنجليزية). Retrieved 2025-08-15.
13. ↑  "ROCKETBOTS MALAYSIA SDN BHD (RESPOND.IO) - SME100® Awards". SME100® Awards - SME100 Awards is an Annual Recognition programme organised by SME Magazine, naming the fastest moving businesses of the SME sector. (بالإنجليزية الأمريكية). 21 Dec 2023. Archived from the original on 2025-03-15. Retrieved 2025-08-15.